# Mérobaud
Pour le poète, voir Flavius Merobaudes.

Mérobaud ou Mérobaude est un officier franc, naturalisé romain sous le nom de Flavius Merobaudes. Il a été magister militum (maître de la milice) sous Valentinien Ier et sous Valentinien II et consul de Rome en 377 et en 383.

## Biographie
Il s'engage dans l'armée romaine et est connu pour être l'un des deux officiers qui rapportèrent à Rome le corps de l'empereur Julien tué à Ctesiphon en 363. Quelques troubles suivent la mort de Julien, puis Valentinien Ier monte sur le trône et fait de Merobaud son généralissime, ou maître de la milice.
À la mort de Valentinien Ier en 375, il s’entend avec l’impératrice Justine pour faire acclamer son fils Valentinien II, âgé de quelques années seulement, mettant ainsi Gratien, frère aîné de Valentinien II, et son entourage, devant le fait accompli. Il prend de l'importance à la cour et son pouvoir lui permet de garder en Gaule des troupes que Gratien désire envoyer en Orient, et permet à ses troupes de remporter une victoire contre les Alamans en 378,. En 377, il est choisi comme consul en même temps que Gratien et favorise la carrière des Francs dans l'armée romaine. Bauto est ainsi choisi comme maître de la cavalerie en 380. Il est de nouveau nommé consul en 383, mais meurt peu après à Trèves où il est enterré Selon Karl Ferdinand Werner, il aurait été battu à cette date par Magnus Maximus et contraint au suicide. Settipani et Rouche le donnent comme consul en 388, mais son nom est absent des Fastes consulaires,.
Un de ses descendants, également nommé Flavius Merobaudes, est un rhéteur et un poète qui a fait le panégyrique d'Aetius.